# Alkhaly Bangoura
Alkhaly Bangoura (sinh ngày in 8 tháng 1 năm 1996) là một cầu thủ bóng đá người Guinée thi đấu cho câu lạc bộ Tunisia Étoile du Sahel và Đội tuyển bóng đá quốc gia Guinée.

## Tiểu sử
Khi là cậu bẹ 7 tuổi, anh gia nhập AS Mambo of Kindia, được thành lập bởi anh trai Karim Bangoura, cựu thành viên của FC Satellite của Guinée và chủ tịch của câu lạc bộ.
Tài năng của anh thu hút sự chú ý cả các câu lạc bộ Ligue 1 Guinée nhưng anh ở lại đến hết giai đoạn tập luyện với câu lạc bộ. Anh được mời đến thử việc tại Étoile Sportive du Sahel. Không có chút phức tạp nào, họ ký hợp đồng với anh .

### Bàn thắng quốc tế
Tỉ số và kết quả liệt kê bàn thắng của Libya trước.
| #  | Ngày                | Địa điểm                                 | Đối thủ | Tỉ số | Kết quả | Giải đấu                                     |
| -- | ------------------- | ---------------------------------------- | ------- | ----- | ------- | -------------------------------------------- |
| 1. | 31 tháng 8 năm 2017 | Sân vận động 28 tháng 9, Conakry, Guinée | Libya   | 3–2   | 3–2     | Vòng loại giải vô địch bóng đá thế giới 2018 |